# Malinowo (rejon święciański)
Malinowo – dawny zaścianek na Litwie, w okręgu wileńskim, w rejonie święciańskim, w gminie Podbrodzie.

## Historia
W czasach zaborów w powiecie święciańskim, w guberni wileńskiej Imperium Rosyjskiego.
W dwudziestoleciu międzywojennym zaścianek leżał w Polsce, w województwie wileńskim, w powiecie święciańskim, w gminie Kołtyniany.
W 1931 w 1 domu zamieszkiwało 11 osób.
Miejscowość należała do parafii rzymskokatolickiej w Poszumieniu i prawosławnej w Święcianach. Podlegała pod Sąd Grodzki w Święcianach i Okręgowy w Wilnie; właściwy urząd pocztowy mieścił się w Nowych Święcianach.